# 1. Balti Front
Az 1. Balti Front a szovjet Vörös Hadsereg egyik hadseregcsoportja volt a második világháborúban. Parancsnoka előbb Andrej Ivanovics Jerjomenko hadseregtábornok volt, majd Ivan Hrisztoforovics Bagramjan hadseregtábornok. 1943 október 12-én hozták létre, a Kalinyini Front átnevezésével. Számos fontos hadműveletben vett részt, mint a Bagratyion hadművelet 1944 nyarán. Ugyanannak az évnek az elején a Front segített a leiningrádi ostrom felszámolásában is. Részt vett a königsbergi csatában is, és 1945 áprilisában elfoglalta Königsberget.

## Részei
Az 1. Balti Front 1944 június 23-án a következő egységekből állt, parancsnokaikkal: 
Balti Front, frontparancsnok Ivan Hrisztoforovics Bagramjan hadseregtábornok
4. csapásmérő hadsereg, parancsnoka P. F. Malisev altábornagy
- 8. lövészhadtest

6. gárdahadsereg,  parancsnoka I. M. Csisztyakov altábornagy 
- 2. gárdalövész hadtest
- 22. gárdalövész hadtest
- 23. gárdalövész hadtest
- 103. gárdalövész hadtest
- Tüzérség

43. hadsereg, parancsnoka A. P. Belaborodov altábornagy
- 1. lövészhadtest
- 60. lövészhadtest
- 92. lövészhadtest
- 1. tankhadtest

3. légihadsereg, parancsnoka N. F. Papivin altábornagy
- 11. vadászrepülő hadtest

### Parancsnokai
1. Andrej Jeremenko hadseregtábornok (Október - 1943, November 19)
2. Ivan Bagramjan hadseregtábornok (1943, November 19 — 1945 február)

### Katonai komisszárjai
1. Dmitrij Szergejevics Leonov altábornagy (1943 október — 1944 november 1944)
2. Mihail Rudakov altábornagy (1944 november 1944 — 1945 február 1945)

### Vezérkari főnök
1. Vlagyimir Vasziljevics Kurasov vezérezredes (1943 október — 1945 február)

## Fordítás
Ez a szócikk részben vagy egészben  a(z)   1st Baltic Front című angol Wikipédia-szócikk ezen változatának fordításán alapul.  Az eredeti cikk szerkesztőit annak laptörténete sorolja fel. Ez a jelzés csupán a megfogalmazás eredetét és a szerzői jogokat jelzi, nem szolgál a cikkben szereplő információk forrásmegjelöléseként.